# 飛球
飛球（ひきゅう、英: fly ball）とは、野球・ソフトボール・クリケットなどにおいて、打者が空中高く打ち上げた打球のことである。英語での呼称から、日本語でもしばしばフライと呼ばれる。低い弾道でほぼ一直線に飛んだ打球はフライと呼ばずにライナー（英: liner）、ラインドライブ（英: line drive）と呼ぶことがある。また、打球が横方向と比べて、縦方向に高く上がったものはポップフライ（英: pop fly）と呼ばれることがある。打球の性質として呼び名が異なるが、規則上はフライとライナーに違いはない。野球の実況放送でフライとライナーの区別がその場で瞬時に付けにくい場合、ハーフライナー（英: soft line drive）と呼ぶことがある。

## 概説
飛球が地面に落下する前に野手に正規に捕球されると、打球の方向や捕球地点（フェア地域かファウル地域か）に関わらず、打者はアウト（英: fly out, pop out, line out）となり、ボールインプレイである。走者は投球当時に占有していた塁に触れ直さなければならないが、これをリタッチの義務という。
地面に落下した場合は、ボールの落下地点やその後の状況などにより、フェアボールかファウルボールかの判定がなされる。フェンスの向こう側や川など、それ以上ボールを選手が追うことのできない所（プレイングフィールドの外）に飛球が出た場合は、それがフェア地域の場合は本塁打、ファウル地域の場合はファウルボールとなる（フェアボール・ファウルボールについての詳細はそれぞれの項目を参照されたい）。
最初期の制度では、飛球が一度だけ地面に落下した後に野手が正規に捕球した場合も打者はアウトとなっていた。

### 飛球が捕球された際の帰塁
飛球が捕球されると、走者にはリタッチの義務が課されるため、投球当時に占有していた塁まで戻って、塁に触れ直さなければならない。走者がリタッチを果たす前に、野手によってその走者自身の身体またはリタッチをすべき塁に触球されたら、その走者もアウトとなる。
走者が一旦リタッチを果たせば、その後に離塁して次塁への進塁を試みることは差し支えない。走者が次塁への進塁を意図して、打者の飛球を野手が捕球するまで塁に触れた状態でいるか、野手の捕球後に帰塁することをタッグアップという。日本ではタッグアップのことを指して、および慣例的にタッグアップ後の次塁への進塁行為を指して、タッチアップと称することがある。
ただし、リタッチの義務を果たしていない走者をアウトにするためにはアピールプレイが必要である。野手からのアピールが無い限りは審判員はアウトを宣告しないため、野手がアピールを怠ったままでいるとその走者の進塁や得点はその時点で正当化されてしまい、もはやアピールによるアウトを取ることができなくなる。例えば、三塁走者が外野フライを利用して得点した際にもし三塁走者の離塁が早かったとしても、野手がそれに気付かずにアピールを行わなければ三塁走者の得点はそのまま認められる。

## 呼称
スポーツ新聞や野球のテレビ中継においては、打者の各打席の結果を記している場合がしばしばある。打者がある打席でフライを捕球されてアウトになった場合に、その飛球を処理した野手の守備位置によって、記録に記載される名称は以下のようになる。
- 投飛（ピッチャーフライ。投手が処理したフライ）
- 捕飛（キャッチャーフライ。捕手が処理したフライ）
- 一飛（ファーストフライ。一塁手が処理したフライ）
- 二飛（セカンドフライ。二塁手が処理したフライ）
- 三飛（サードフライ。三塁手が処理したフライ）
- 遊飛（ショートフライ。遊撃手が処理したフライ）
- 左飛（レフトフライ。左翼手が処理したフライ）
- 中飛（センターフライ。中堅手が処理したフライ）
- 右飛（ライトフライ。右翼手が処理したフライ）

打球が地面に落下する前に2人以上の野手がボールに触れた場合は、最後に捕球した野手の守備位置によって上記の分類を行う。また、野手がファウル地域で捕球したものは特にファウルフライ（邪飛ともいう）と呼び、それぞれ飛の代わりに邪飛と記す。ライナーである場合はそれぞれ飛の代わりに直と記す。なお、キャッチャーライナーはまず存在しえない（ファウルチップを参照。但し他の野手が取り損ねたライナーを捕手が処理した場合を除く。後述）。
いずれも、ルール上の本質的な違いはない。

## 珍記録
「キャッチャーライナー」
1965年5月11日の読売ジャイアンツ（巨人）対広島カープ戦で、巨人の瀧安治の打球が広島の安仁屋宗八投手の膝を直撃し、跳ね返った打球を捕手の久保祥次が直接捕球した。瀧のこの打席の結果は「投触捕直」（投手が接触した後の捕手へのライナーという意味）と表現された。なお、安仁屋は膝へのライナー直撃の後も引き続き登板した。守備記録としては捕手に刺殺が記録された。
飛球なし試合
2009年4月18日のオリックス・バファローズ対東北楽天ゴールデンイーグルス戦（東京ドーム）で、楽天の先発投手・岩隈久志と後を受けたマーカス・グウィンの2投手はオリックスの打者を三振とゴロによるアウトのみに打ち取り、4安打されるが得点は許さず、7-0で楽天が勝利した。